# Général d’armée

Rangabzeichen

Général d’armée (deutsch „Armeegeneral“) ist der höchste militärische Dienstgrad in Frankreich im Rang eines Generals. Ein Général d’armée entspricht einem Viersternegeneral in einigen anderen Ländern, er trägt jedoch fünf Sterne als Rangabzeichen. In den französischen Luftstreitkräften trägt der Dienstgrad die Bezeichnung Général d’armée aérienne.
Er rangiert über dem Général de corps d’armée. Der mit sieben Sternen versehene  Maréchal de France ist kein Rang, sondern eine Dienststellung und zurzeit nicht vergeben.
Die Bezeichnung „Général d’armée“ taucht erstmals in der Armee von Napoleon I. auf; dort war es jedoch kein Dienstgrad, sondern lediglich eine zeitlich begrenzte Dienststellung. Der Dienstgrad wird unter anderem vom Chef d'État-Major des Armées (Chef des Generalstabes), vom Befehlshaber der Land- sowie der Luft- und Weltraumstreitkräfte getragen und vom Supreme Allied Commander Transformation, sofern dieser Posten mit einem französischen General besetzt ist.